# あるぺん村
あるぺん村は、富山県中新川郡立山町に本社を置く、観光ドライブイン・レストランの運営を行う企業である。

## 沿革
個別に出典が提示されていない箇所を除いた出典→
- 1982年
  - 7月 - 株式会社立山あるぺん村を設立。
  - 7月28日 - 寿し工房大辻を設立[3]。
- 1983年6月18日 - ドライブイン『立山あるぺん村』オープン。7月中旬には別棟も竣工[4]。
- 1987年10月 - 株式会社黒部あるぺん村を設立。
- 1988年5月1日 - レストハウス『黒部インターあるぺん村』オープン[5]。
- 1990年5月 - 黒部インターあるぺん村に富山湾鮮魚センターをオープン。
- 1992年11月 - 立山町で第一期宅地造成（ガーデンシティー柿の木沢）販売開始（オオツジ）。
- 1993年10月	- 第二期宅地造成（ガーデンシティー柿の木沢）販売開始（立山あるぺん村）。
- 1994年
  - 4月 - 寿し工房あるぺん村（ますの寿し、弁当製造工場）を新築オープン。
  - 6月 - 株式会社糸魚川あるぺん村を設立。
  - 10月 - 第三期宅地造成（ガーデンシティー柿の木沢）販売開始（黒部あるぺん村）。
- 1995年
  - 4月 - 新潟県糸魚川市にロードオアシス『糸魚川あるぺん村』オープン。
  - 10月 - 株式会社寿し工房設立。
- 1996年年2月 - あるぺん村企画設立。あるぺん村ツーリストオープン。
- 2002年1月 - 株式会社黒部あるぺん村が株式会社糸魚川あるぺん村を合併。
- 2004年5月 - 株式会社立山あるぺん村が株式会社寿し工房を合併。
- 2006年
  - 5月 - 糸魚川あるぺん村閉鎖。
  - 12月 - 立山あるぺん村のリニューアル工事に着手[6]。
- 2007年
  - 1月 - 株式会社立山あるぺん村・株式会社黒部あるぺん村・株式会社あるぺん村企画合併。
  - 4月12日 - 立山あるぺん村リニューアルオープン[6]。
- 2009年4月19日 - インターネット上の仮想王国『立山連邦』の第1号として立山あるぺん村が加盟[7]。
- 2010年4月 - 株式会社あるぺん村の本社が富山市新桜町に移転[3]（後に立山町に再移転）。
- 2013年4月26日 - 黒部インターあるぺん村を改装し、『大辻や』がオープン[8]。
- 2017年7月18日 - 石川県金沢市内の地上6階建てのビルを耐震補強し、金沢市内初の本格的カプセルホテル『金沢カプセルホテル武蔵町』がオープン[9]。

## 施設概要
出典→

### 本社・不動産部（営業部および企画・総務部）
- 富山県中新川郡立山町前沢3526-9

### ドライブイン事業部（立山あるぺん村）
- 富山県中新川郡立山町東中野新143-1

立山あるぺん村は、立山観光の拠点として整備されたドライブインで、鉄骨平屋建て、延床面積1,843m2、設計・監理は押田建築設計事務所、工事・施工はカノウ建設（あるぺん村）と新栄建設（附属のいろり茶屋）。大型バス250台、乗用車250台駐車可能な駐車場を完備している。2007年8月4日には、駐車場の一角にミニ牧場がオープンした。敷地内にはセブン-イレブン立山あるぺん村店が所在する。
かつては、黒部インターあるぺん村→大辻や、糸魚川あるぺん村も所在していた。

### 製造事業部（寿し工房大辻）
- 本部：富山県中新川郡立山町日俣43-3

一番町店
- 富山県富山市一番町3-26

立山本店
- 富山県中新川郡立山町日俣38-2

かつては、富山駅前店も所在していた。

### サービス事業部（あるぺん村ツーリスト）
- 富山県中新川郡立山町東中野新143-1

## 関連会社
- 株式会社オオツジ[2]